# Cozani (unidade regional)
Cozani (em grego: Κοζάνη; romaniz.: Kozáni) é uma unidade regional da Grécia, localizada na região da Macedônia Ocidental. Sua capital é a cidade de Cozani.